# Ömer Simsek
Ömer Simsek (* 15. August 1964 in der Türkei) ist ein deutscher Schauspieler und Theaterregisseur. Neben zahlreichen Fernsehserien wirkte er auch an erfolgreichen deutschen Kinoproduktionen wie Happy Birthday, Türke! (1991), Manta Manta (1991) oder Bang Boom Bang (1999) mit. 

## Filmografie

### Filme
- 1991: Manta Manta
- 1991: Happy Birthday, Türke!
- 1994: Keiner liebt mich
- 1994: Diese Drombuschs
- 1997: Was nicht passt, wird passend gemacht (Kurzfilm)
- 1998: Zita – Geschichten über Todsünden
- 1999: Bang Boom Bang – Ein todsicheres Ding
- 2000: Zehn wahnsinnige Tage (TV)
- 2003: Neon
- 2006: Cypress
- 2019: Güller

### Serien
- 1995: Aktenzeichen XY … ungelöst (1 Folge)
- 1996: Tatort (1 Folge)
- 1996: Wolffs Revier (1 Folge)
- 1996: Balko (1 Folge)
- 1999–2001: Die Kommissarin (2 Folgen)
- 2005: Alles Atze (1 Folge)
- 2010: Ein Fall für zwei (1 Folge)
- 2013: Aktenzeichen XY … ungelöst (1 Folge)

## Theaterregie
- 2010: 40 yil – dile kolay – 40 Jahre – leicht gesagt, von Yüksel Pazarkaya, mGallus-Theater, Frankfurt am Main